# Lasconotus pusillus
Lasconotus pusillus là một loài bọ cánh cứng trong họ Zopheridae. Loài này được LeConte miêu tả khoa học năm 1863.